# 개구쟁이 스머프 (영화 시리즈)

영어 로고

개구쟁이 스머프는 컬럼비아 픽처스가 배급하고 소니 픽처스 애니메이션이 제작한 애니메이션 영화 시리즈이다.

## 영화
- 스머프와 마술피리
- 개구쟁이 스머프
- 개구쟁이 스머프 2
- 스머프: 비밀의 숲

## 단편 영화
- 스머프의 크리스마스 캐롤